# Diecezja Pankshin
Diecezja Pankshin – diecezja rzymskokatolicka  w Nigerii. Powstała 18 marca 2014 z terenów archidiecezji Jos i diecezji Shendam. Pierwszym ordynariuszem został mianowany Michael Gokum.